# Abril Zamora
Abril Zamora (Cerdanyola del Vallès, 11 novembre 1981) è un'attrice, sceneggiatrice e regista spagnola.
Attrice nota grazie al ruolo di Luna nella serie televisiva spagnola Vis a vis - Il prezzo del riscatto. Nel 2020 interpreta  Lola nel pluripremiato film La vita davanti a sé.

## Biografia e carriera
Donna transgender, Zamora inizia a lavorare nel mondo dello spettacolo prima della sua medicalizzazione, diventando dunque un'icona per la comunità LGBT. Lavorare in teatro nel 2005, ricevendo due premi per lo spettacolo La indiferencia de los armadillos. Sempre nel 2005 recita in Profumo - Storia di un assassino. A partire dal 2007 appare in varie serie televisive, sempre in 1, o al massimo 2 episodi per serie. Inizia nel frattempo a lavorare come sceneggiatrice, scrivendo 10 episodi della serie Temporada baja. A partire dal 2018 è fra le soggettiste, sceneggiatrici e registe della serie TV Señoras del (h)AMPA, prodotta da Mediaset Spagna e trasmessa da Telecinco. La serie avrebbe dovuto avere tre stagioni e concludersi nel 2021, tuttavia la terza stagione è stata cancellata.
Sempre nel 2018 ottiene il suo primo ruolo di rilievo come attrice, interpretando Luna nella serie TV Vis a Vis. Abril riesce in questo modo ad incrementare notevolmente la sua fama. Nel 2019 lavora alla sceneggiatura di due episodi della nota serie TV Élite, oltre a recitare nel film western Chi porteresti su un'isola deserta?. Nel 2020 recita al fianco di Sophia Loren in La vita davanti a sé, film italiano che riceve numerosissimi premi a livello internazionale tra cui un Golden Globe e un Satellite Award. Sempre nel 2020 recita nella miniserie TV Il caos dopo di te. Nel 2021 recita nella serie TV Todo lo Otro, apparendo in 8 episodi dello show. Nel 2023 è nel film Mimì - Il principe delle tenebre, opera prima di Brando De Sica.

## Filmografia

### Regista
- Señoras del (h)AMPA – serie TV, 20 episodi (2018-2020)

### Sceneggiatrice
- Temporada baja – serie TV, 10 episodi (2016)
- Señoras del (h)AMPA – serie TV, 20 episodi (2018-2020)
- Élite – serie TV, 2 episodi (2019)
- Indetectables – serie TV, 1 episodio (2019)

### Attrice (parziale)

#### Cinema
- Profumo - Storia di un assassino, regia di Tom Tykwer (2005)
- Chi Porteresti su un'Isola Deserta?, regia di Jota Linares (2019)
- La vita davanti a sé, regia di Edoardo Ponti (2020)
- Mimì - Il principe delle tenebre, regia di Brando De Sica (2023)
- El molino, regia di Alfonso Cortés-Cavanillas (2024)

#### Televisione
- R.I.S. Científica – serie TV, 1 episodio (2007)
- Los Serrano – serie TV, 1 episodio (2007)
- Impares – serie TV, 2 episodi (2008)
- Los hombres de Paco – serie TV, 1 episodio (2008)
- Hospital Central – serie TV, 1 episodio (2009)
- La que se avecina – serie TV, 1 episodio (2014)
- Anclados – serie TV, 1 episodio (2015)
- Temporada baja – serie TV, 1 episodio (2016)
- Indetectables – serie TV, 1 episodio (2018)
- Vis a Vis – serie TV, 15 episodi (2018-2019)
- Il caos dopo di te – miniserie, 6 episodi (2020)
- Todo lo Otro – serie TV, 8 episodi (2021)